# Gerardo Vallejo
Gerardo Enrique Vallejo Matute (Medellín, 12 de março de 1976) é um ex-futebolista colombiano que atuava na posição de zagueiro.

## Carreira

### Cienciano
Gerardo Vallejo se profissionalizou no Envigado. Ele defendeu o Tolima.

## Seleção
Gerardo Vallejo integrou a Seleção Colombiana de Futebol na Copa das Confederações de 2003.